# Зелёные левые
Зелёные левые (нидерл. GroenLinks) — зелёная политическая партия в Нидерландах.
Партия возникла в результате слияния 1 марта 1989 года четырёх левых партий: Коммунистической партии Нидерландов (КПН, нидерл. CPN), Пацифистской социалистической партии (ПСП, нидерл. PSP), Политической партии радикалов (ППР, нидерл. PPR) и Евангельской народной партии (ЕНП, нидерл. EVP). Ныне Зелёные левые разделяют идеологическую нишу парламентской политики «левее Партии труда» с постмаоистской Социалистической партией.
В настоящее время партия занимает по 8 мест в Первой и Второй палатах Генеральных штатов, а также три места в Европарламенте. Председатель парламентской фракции — Йессе Клавер, председатель партии — Катинка Эйкеленбом.
Зелёные левые входят в Европейскую федерацию зелёных партий и во фракцию «Зелёные — Европейский свободный альянс» Европарламента.

## История

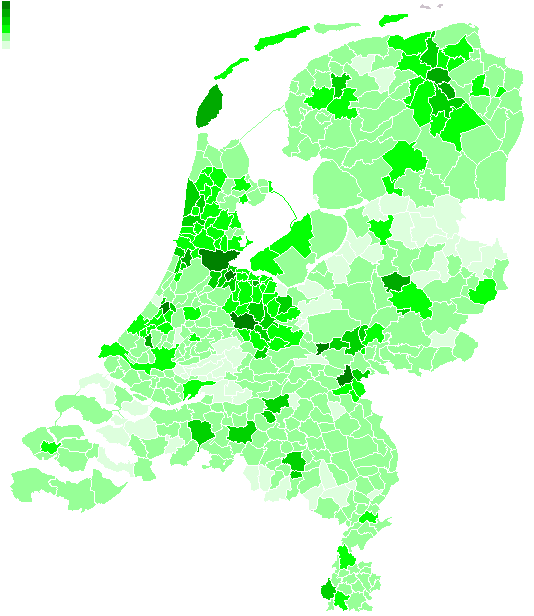
Результаты голосования за партию на выборах 2006 года по отдельным округам

Партия «Зелёные левые» возникла в результате слияния так называемых «малых левых» (нидерл. klen links) — четырёх партий, находившихся «левее» социал-демократической Партии труда:
- Коммунистическая партия Нидерландов (КПН) — основанная в 1918 году революционным крылом социал-демократии, преимущественно левыми коммунистами, марксистская партия, в последние годы своего существовании пересмотревшая ряд своих установок, в частности, в сторону усиления феминистской составляющей;
- Пацифистская социалистическая партия (ПСП) — берущая своё начало в антивоенном движении широкая политическая партия, объединившая в 1957 году социал-демократов, несогласных с поддержкой колониальной войны в Индонезии и членства в НАТО со стороны Партии труда, с отдельными коммунистами, левыми христианами, троцкистами и анархистами.
- Политическая партия радикалов (ППР) — созданная в 1968 году из левого крыла Католической народной партии прогрессивно-христианская зелёная партия, до 1981 года ориентировавшаяся на альянс с социал-демократами;
- Евангельская народная партия (ЕНП) — с 1981 года объединяла левых протестантов, вышедших из Христианско-демократического призыва.

С начала семидесятых годов «малые левые» партии были представлены всё меньшим числом мест в Генеральных штатах, что привело к росту сотрудничества в восьмидесятые. В 1984 году РПП, КПН и ПСП участвуют единым списком в выборах в Европейский парламент. Те же партии совместно участвуют в протестах против ядерного оружия (нейтронной бомбы) и атомной энергии.
В парламентских выборах 1986 года левые партии потеряли ещё больше мест в парламенте: КПН и ЕНП не вошли в Генеральные штаты, РПП заняла два, ПСП — одно место. Конец восьмидесятых был ознаменован внутренними кризисами и сменой курса всех «малых левых».
В 1989 году по инициативе ПСП «малые левые» начали обсуждение возможности участия в выборах единым списком «Зелёные левые» (нидерл. Vereniging GroenLinks; VGL), что и произошло в выборах 1989 года во Вторую палату. В список вошли представители четырёх малых левых партий, а также присоединившиеся к новой партии независимые кандидаты: роттердамский профсоюзный активист Паул Розенмёллер, хореограф Рюди ван Дантциг, писательница Астрид Румер, экологическая активистка Марейке Вос и активист студенческого движения Мартен ван Пулгест.
По сравнению с выборами 1986 года, количество занятых списком «Зелёные левые» мест в парламенте было удвоено, хотя ожидания были ещё выше. На выборах 1990 года в Европейский парламент партии повторили участие единым списком, получившим название «Радуга» — вслед за аналогичной фракцией, объединявшей левых, зелёных и регионалистов в Европарламенте.
В 1989—1991 происходило дальнейшее слияние партий-участниц объединения и сочувствующих независимых лиц. 24 ноября 1990 года была официально зарегистрирована партия «Зелёные левые». В 1991 году четыре слившиеся партии провели съезды, на которых были официально распущены.
Разногласия участников по многим принципиальным вопросам затрудняли формулировку политической программы. После долгих дебатов и многочисленных поправок второй вариант платформы — «Основы Зелёной левой политики» (нидерл. Uitgangspunten van GroenLinkse Politiek) — был принят в 1991 году.
Зелёные левые были единственной парламентской партией Нидерландов, выступившей против войны в Персидском заливе. Внутренняя дискуссия по этому вопросу привела к формулировке одного из принципов партии, которая в дальнейшем выступала за миротворческие операции исключительно под эгидой ООН и профессиональную армию, что отличалось от раннего принципиального пацифизма партий-основателей Зелёных левых.
В 1992 год у из названия партии был изъят пробел (нидерл. GroenLinks).
В 1994 году председателем фракции Зелёных левых в парламенте стал Паул Розенмёллер. Вскоре он стал неофициальным лидером оппозиции в парламенте кабинету Вима Кока. Под руководством Розенмёллера была сформулирована новая стратегия партии: предложение альтернативных решений, а не исключительно оппозиция.
В 1998 году число мест, занимаемых Зелёными левыми в парламенте, выросло до одиннадцати, за счёт мест, потерянных Партией труда и Демократами 66.
В 1999 году партия разделилась по вопросу о поддержке интервенции НАТО в Косово. Первоначально партия поддержала бомбардировку военных объектов, что привело к выходу нескольких участников. В 2001 году парламентская фракция высказала поддержку вторжению в Афганистан после террористических актов 11 сентября, что вызвало недовольство многих бывших активистов Пацифистской социалистической партии в составе Зелёных левых. Внутренняя оппозиция, возглавленная молодёжной организацией партии (DWARS), привела к смене позиции фракции, выступившей за прекращение кампании. В 2003 году партия единогласно выступила против войны в Ираке.
В 2003 году Розенмёллер, в ответ на угрозы ему самому и его семье, покинул парламент и оставил активную политическую деятельность. Лидером партии после его ухода стала Фемке Халсема, пришедшая в Зелёные левые в 1997 году из Партии труда.
Халсема начала внутреннюю дискуссию о принципах левой политики. Она призывала к акцентам на индивидуальную свободу, толерантность, самореализацию, женскую эмансипацию. В своих выступлениях она называла Зелёных левых «последней оставшейся лево-либеральной партией», чем привлекла внимание СМИ и предположения о скорой смене курса.
Однако когда после выборов 2006 года, на фоне электорального прорыва Социалистической партии, переговоры о коалиции между Партией труда, социалистами, христианскими демократами и Зелёными левыми провалились, внутренние дискуссии о правильности курса Халсемы (включая уступки либерализму, элитистский образ партии и отсутствие внутрипартийной демократии) разгорелись с новой силой. Результатом стало создание двух комиссий, возглавляемых бывшим лидером ППР Брамом ван Ойиком, и последующее принятие новой декларации принципов в ноябре 2008 года.
В мае 2005 года Фарах Фарими, депутат от Зелёных левых, написала книгу, в которой изложила подробности своего участия в Иранской революции в составе Моджахедин-э Халк.

## Платформа

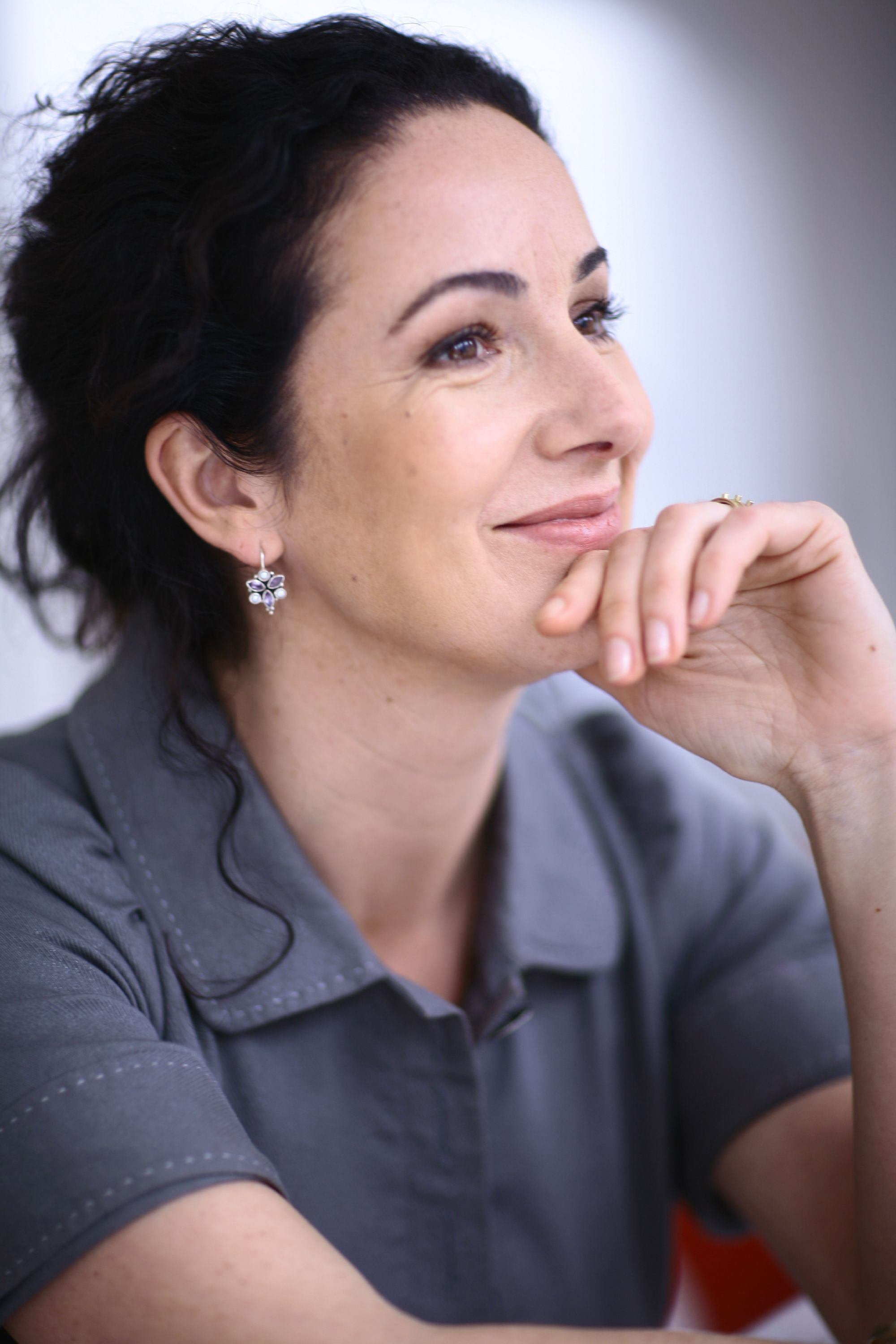
Фемке Халсема, лидер партии в 2002—2010 годах.

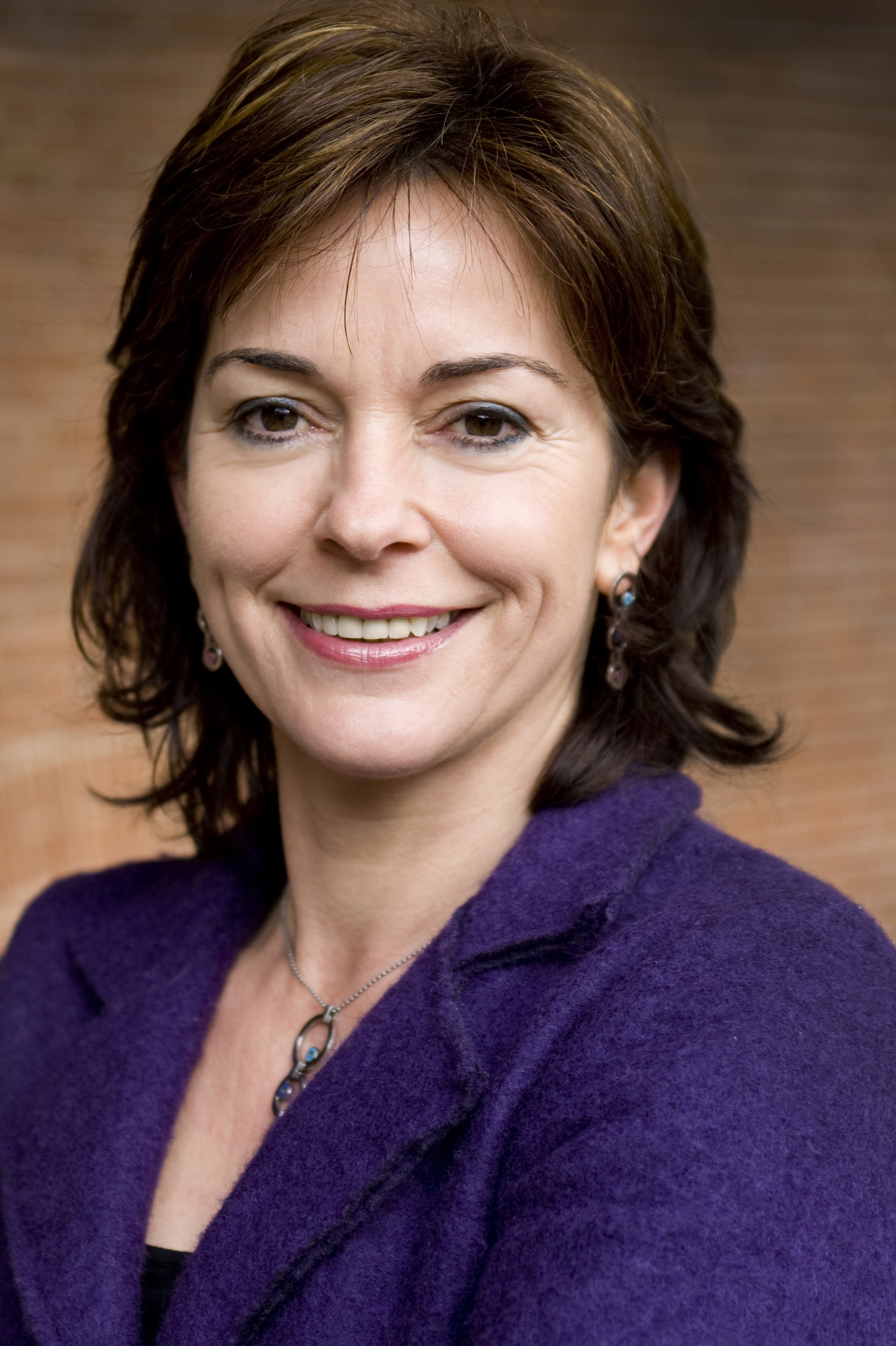
Йоланде Сап, лидер партии в 2010—2012 годах.

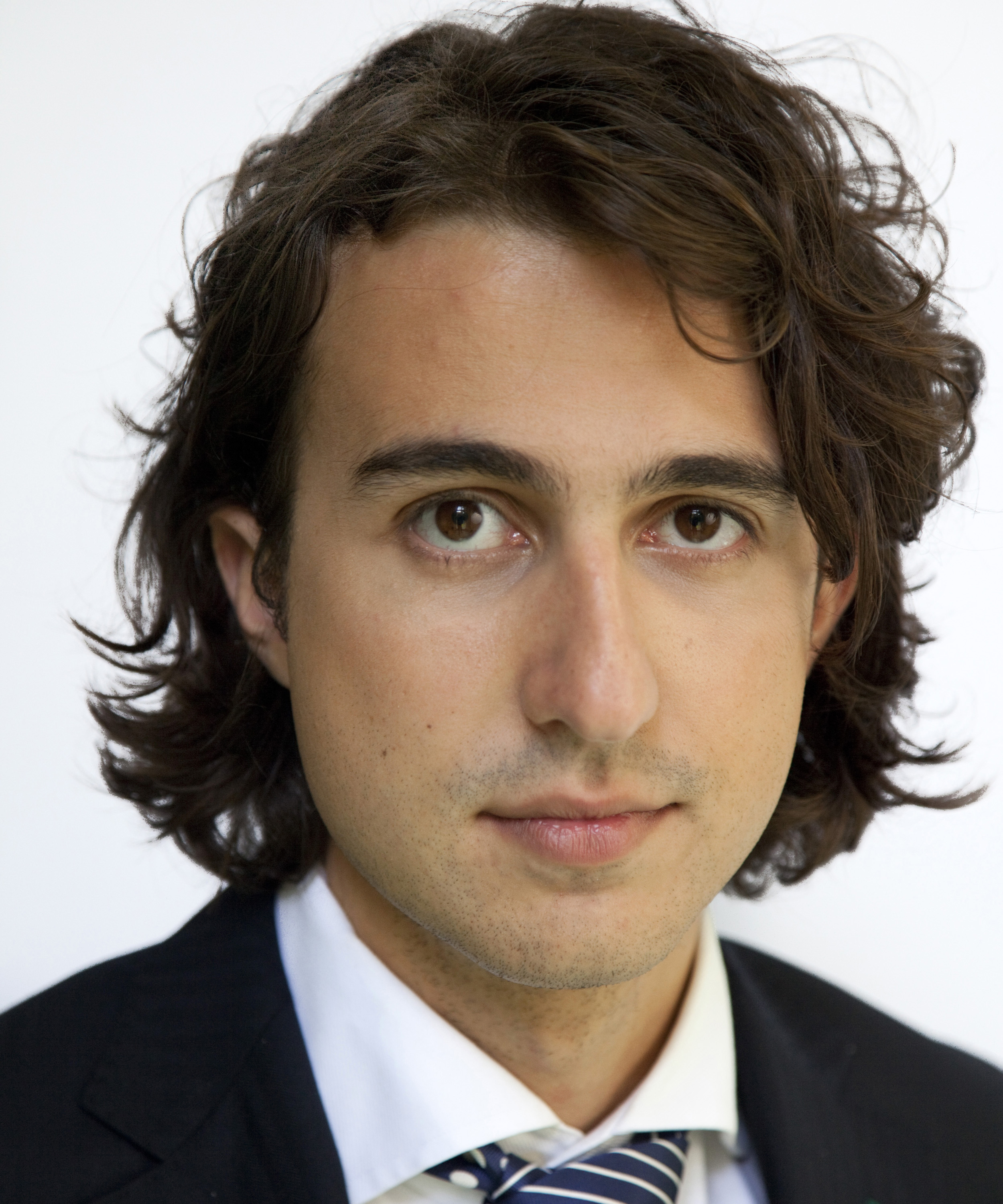
Ессе Клавер, лидер партии с 2015 года.

В основной программе партии, «Основы зелёной левой политики», она описана как левая партия, уделяющая особое внимание свободе. Программа утверждает пять основ политики партии:
- Демократическое правовое государство. Радикальная демократизация государства и промышленности.
- Стабильное развитие, в том числе экологическое равновесие и снижение уровня потребления в странах Запада.
- Справедливое распределение власти, знаний, собственности, труда и доходов, как в Нидерландах, так и во всём мире.
- Право на социальную защиту.
- Плюралистическое общество. Сопротивление отчуждению и ущемлению прав социальных и этнических групп.

Изначально партия пыталась уравновесить либеральные экономические взгляды ППР с социалистическими установками ПСП и КПН. Однако со временем социалистические идеи, такие как обобществление средств производства и планирование, стали играть всё меньшую роль в предвыборных программах партии. Вместо них всё большее внимание получает реформа социального государства.
После того, как Фемке Халсема стала лидером партии, начался дальнейший пересмотр политического курса. Ключевой ценностью становится свобода; новый курс иногда характеризуется как леволиберальный. Подобно Исайе Берлину, Халсема различает положительную и отрицательную свободу. Отрицательная свобода, согласно Халсеме, состоит в освобождении граждан от влияния государства. Это понятие она применяет к условиям в мультикультурном правовом государстве, которое, по её убеждению, должно охранять, а не ограничивать, свободу граждан. Положительная свобода — это эмансипация граждан из состояний бедности и отсталости. Это понятие Халсема применяет к областям социального государства и окружающей среды, на решение которых государство должно иметь возможность оказывать большее влияние.
В политическом плане Зелёные левые, называющие себя «партией социальных реформ» занимают промежуточную позицию между антикапиталистической Социалистической партией, с одной стороны, и левоцентристскими Партией труда и Демократами 66, с другой. Делая ударение на приоритетности личной свободы, Зелёные левые высказываются в поддержку прав мигрантов, предоставления убежища беженцев, легальности лёгких наркотиков, защиты гражданских прав в Интернете. В долгосрочной перспективе партия предлагает ликвидировать монархию и установить республиканскую форму правления в Нидерландах. Кроме того, она выступает за сокращение государственного бюрократического аппарата, в частности, посредством сокращения количества министерств и роспуска одной из палат парламента.
Важной составляющей программных установок партии является международное сотрудничество, причём упор делается на развитии отношений с бедными странами. Так, Зелёные левые поддерживают увеличить помощь на развитие экономически отсталых стран до 0,8 % ВНП Нидерландов. Они выступают за усиление международного контроля над финансовыми рынками и кардинальную демократизацию экономических институтов вроде МВФ и Всемирного банка. Хотя Зелёные левые поддерживают евроинтеграцию в принципе, но критически оценивают текущую политику Еврокомиссии; поддержав Евроконституцию в 2005 году, после провала последней на референдуме в Нидерландах, партия потребовала новое соглашение, в котором больше места уделялось бы демократии и солидарности. Зелёные левые критикуют «войну против террора» и выступают за роспуск НАТО с передачей его функций ООН и ЕС.
Существенными являются требования Зелёных левых в области охраны окружающей среды, в частности в вопросах борьбы с климатическими изменениями и внедрения альтернативных источников энергии. Подобно Партии защиты животных, они выступают за включение прав животных в конституцию.

### Авторское право
Наряду с другими политическими партиями (Пиратская партия, Демократы 66, Социалистическая партия, Христианско-демократический призыв), Зелёные левые считают, что институт авторского права в нынешнем исторически сложившемся виде устарел и требует модернизации, принимающей во внимание простоту копирования объектов авторского права с использованием компьютерных технологий и их распространения в компьютерных сетях.
В программе партии 2010 года, выражено стремление к сокращению срока действия исключительных прав на эксплуатацию произведения. Изначальная формулировка предполагала ограничение срока до 10 лет после создания произведения, что вызвало отрицательную реакцию организации Buma/Stemra, после чего формулировка была изменена — конкретный срок больше не называется. В связи с этим Фемке Халсема в статье на сайте партии отметила, что оригинальная формулировка была слишком резкой, и что партия готова к диалогу с создателями художественных произведений о приемлемых масштабах реформ в области авторского права..
Другое предлагаемое партией изменение в области авторского права — ограничение его применения сферой коммерческого использования. Некоммерческое использование произведений, в том числе обмен файлами в компьютерных сетях, по мнению партии не может быть приравнен к производству и продаже подделок и преследоваться как преступление. Наконец, Зелёные левые являются сторонниками использования открытого программного обеспечения в государственном секторе.

## Состав
Партия насчитывает 21901 членов, объединённых в 250 местных ячеек. Массовую базу Зелёных левых составляют городские жители, в особенности студенческая молодёжь. Кроме того, их поддержка выше среди женщин и выходцев из-за рубежа — мигрантов турецкого и марокканского происхождения. Соответственно, электоральные показатели партии составляют 12,5 % в Амстердаме, 12,2 % в Утрехте, 11,8 % в Вагенингене, 10,4 % в Неймегене и 10,0 % в Лейдене. Партийные съезды открыты для всех членов Зелёных левых.
В избирательных кампаниях Зелёных левых участвовали (в том числе в качестве «последних кандидатов», или «толкателей списка») многие известные деятели, включая астронавта Вюббо Йоханнеса Оккелса, писателя Геерта Мака, певицу Эллен тен Дамме, музыканта Германа ван Вена, комика Германа Финкерса, поэта Рутгера Копланда.

## Организационная структура
Высший орган — конгресс (congres), между конгрессами — партийное правление (partijbestuur), делегаты местных организаций могут собираться на партийный совет (partijraad), высшие органы провинциальных организаций — провинциальные членские собрания (provinciale ledenvergadering), между провинциальными членскими собраниями — провинциальные правления (provinciaal bestuur), высшие органы первичных отделений — членские собрания отделений (afdelingsledenvergadering).

## Электоральная история

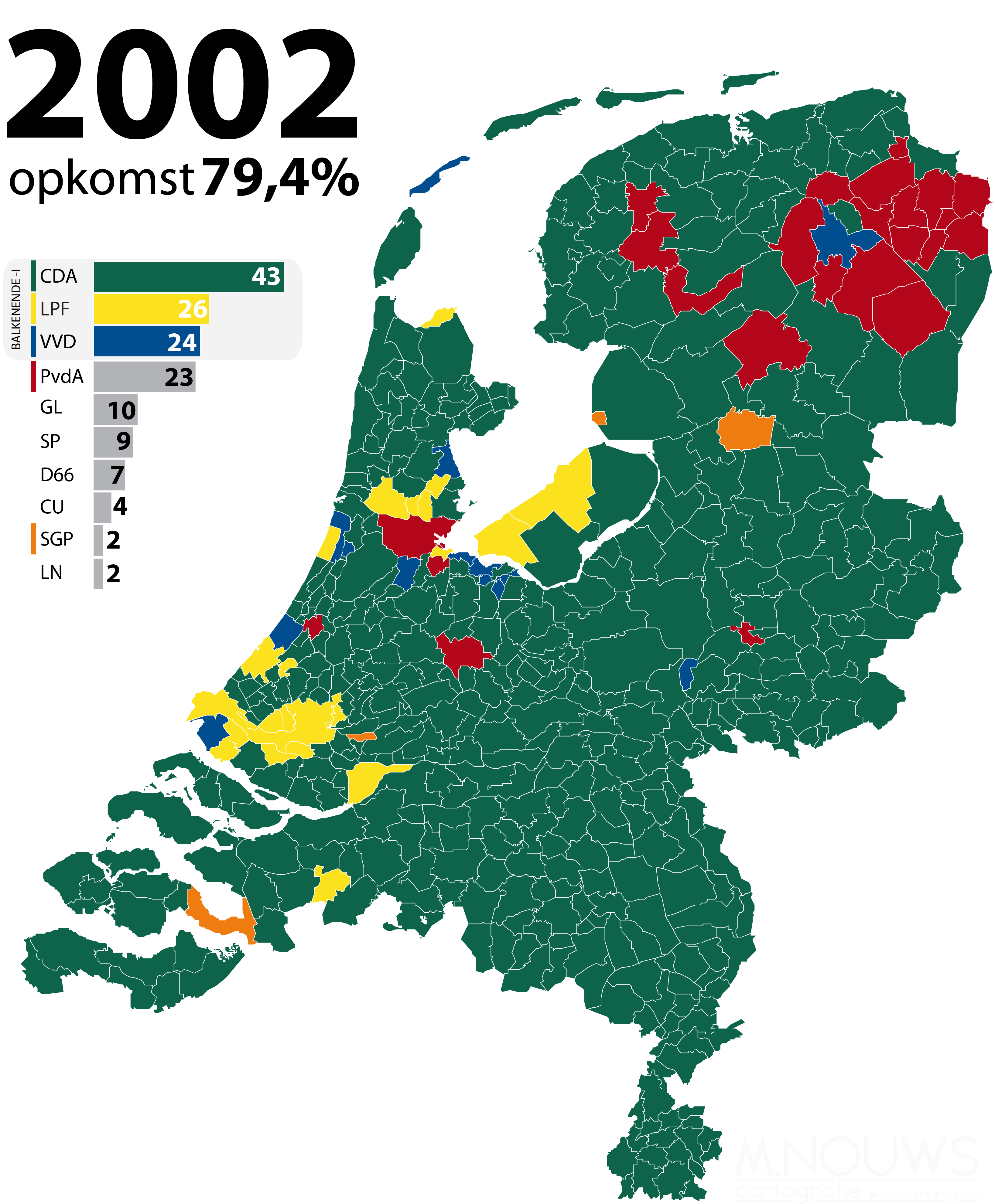
Муниципалитеты (серый цвет), выигранные GL на выборах 2002 года
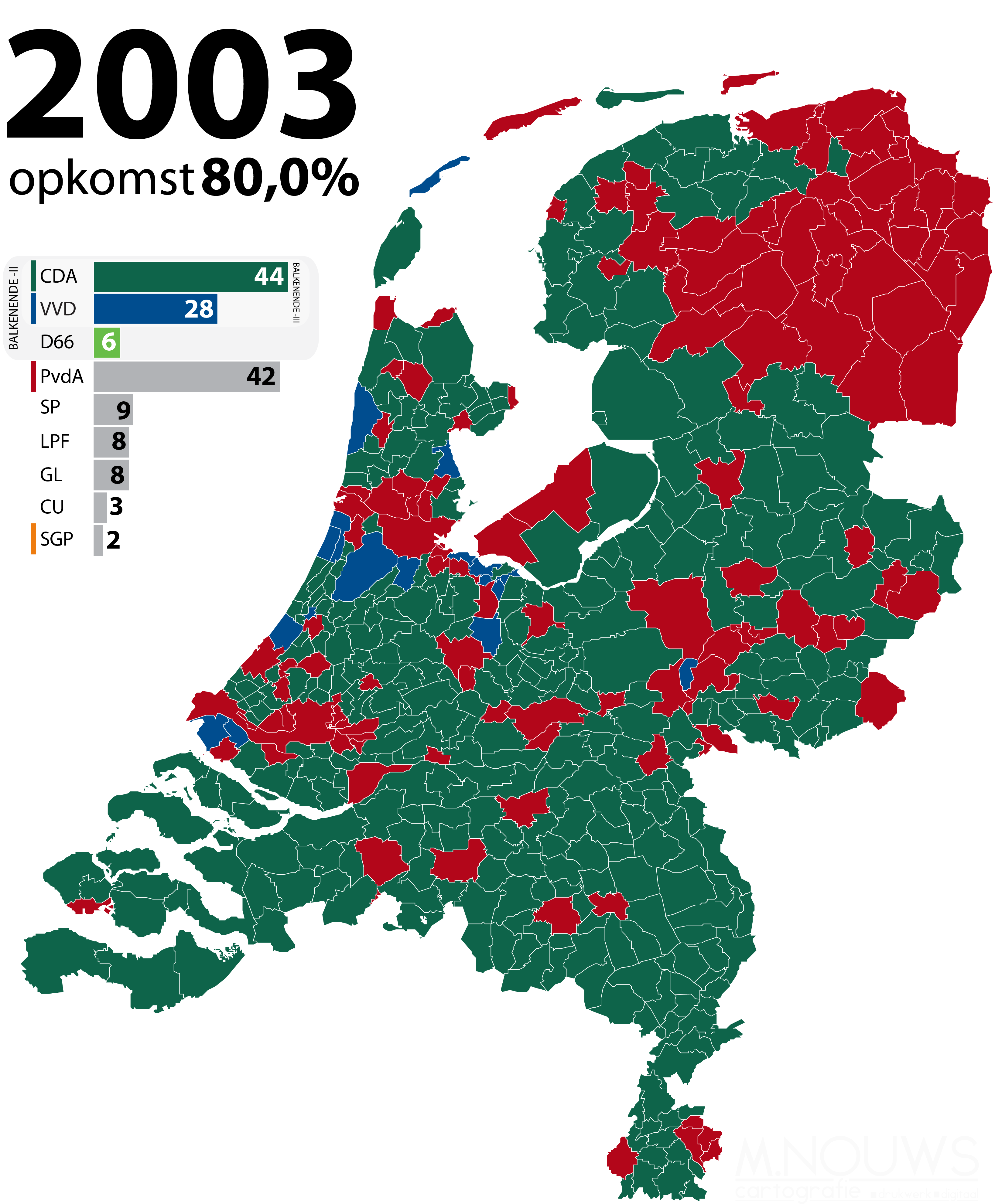
Муниципалитеты (серый цвет), выигранные GL на выборах 2003 года
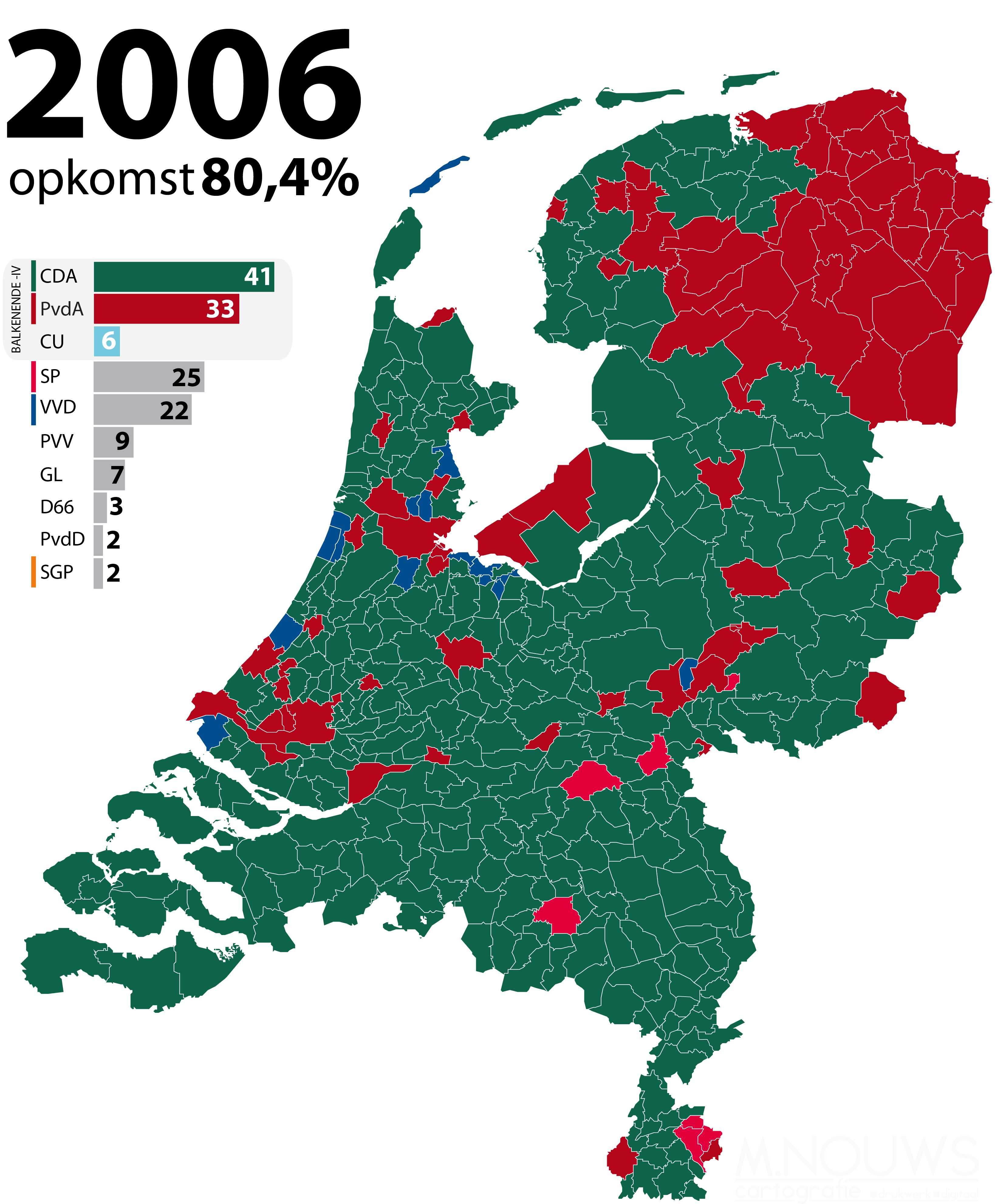
Муниципалитеты (серый цвет), выигранные GL на выборах 2006 года
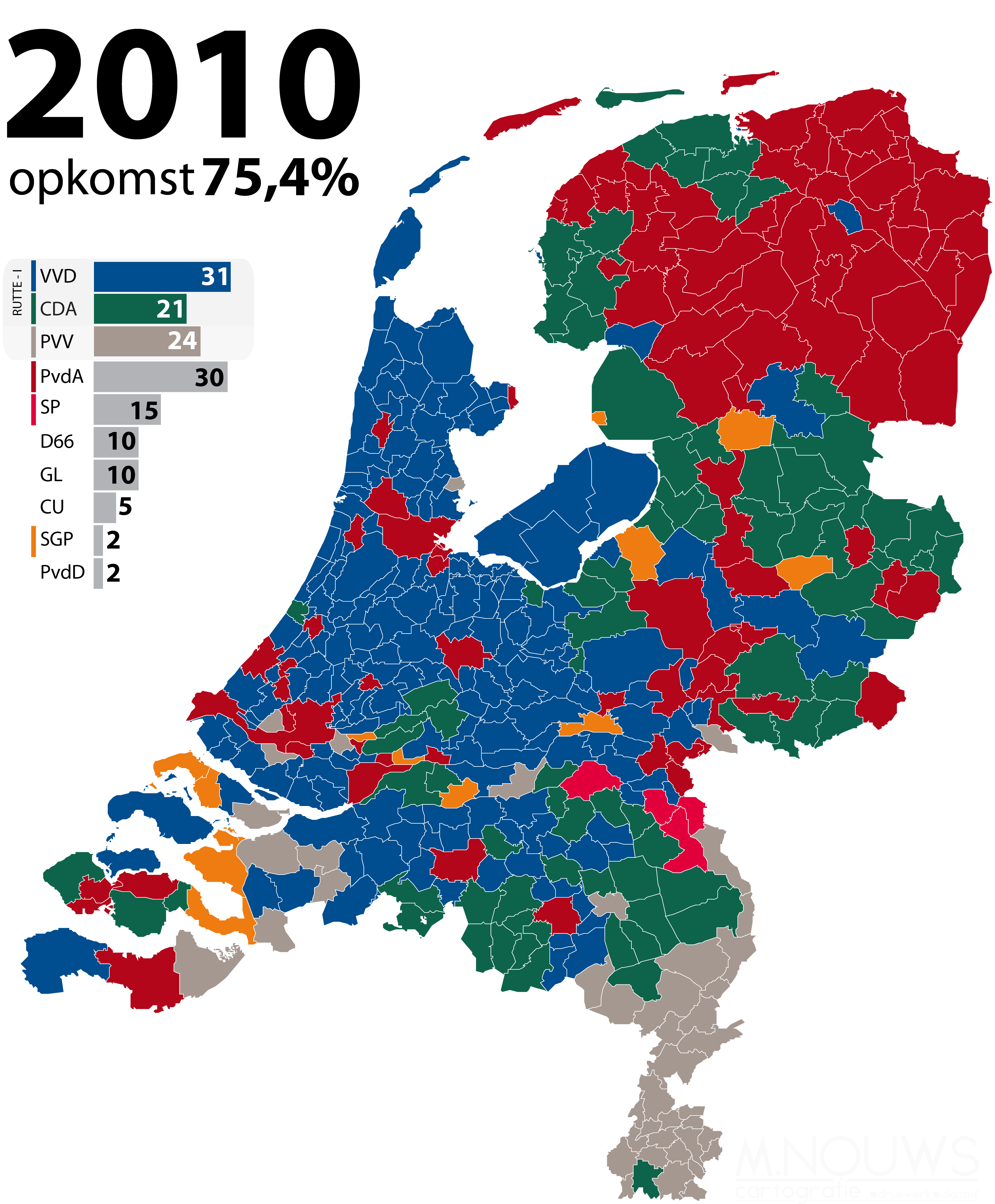
Муниципалитеты (серый цвет), выигранные GL на выборах 2010 года
Муниципалитеты (жёлто-зелёный цвет), выигранные GL на выборах 2012 года
Муниципалитеты (жёлто-зелёный цвет), выигранные GL на выборах 2017 года
Муниципалитеты (жёлто-зелёный цвет), выигранные GL на выборах 2021 года
Муниципалитеты (жёлто-зелёный цвет), выигранные GL на выборах 2023 года

| Год  | Лидер списка     | Место | Голоса    | %     | Мандаты   | +/– | Правительство |
| ---- | ---------------- | ----- | --------- | ----- | --------- | --- | ------------- |
| 1989 | Риа Беккерс      | 6-е   | 362 304   | 4,07  | 6 из 150  | ▲3  | Оппозиция     |
| 1994 | Ина Брауэр       | 6-е   | 311 399   | 3,47  | 5 из 150  | ▼1  | Оппозиция     |
| 1998 | Паул Розенмёллер | 5-е   | 625 968   | 7,27  | 11 из 150 | ▲6  | Оппозиция     |
| 2002 | Паул Розенмёллер | 5-е   | 660 692   | 6,95  | 10 из 150 | ▼1  | Оппозиция     |
| 2003 | Фемке Халсема    | 6-е   | 495 802   | 5,14  | 8 из 150  | ▼2  | Оппозиция     |
| 2006 | Фемке Халсема    | 6-е   | 453 054   | 4,60  | 7 из 150  | ▼1  | Оппозиция     |
| 2010 | Фемке Халсема    | 7-е   | 628 096   | 6,67  | 10 из 150 | ▲3  | Оппозиция     |
| 2012 | Иоланда Сап      | 8-е   | 219 896   | 2,33  | 4 из 150  | ▼6  | Оппозиция     |
| 2017 | Йессе Клавер     | 5-е   | 959 600   | 9,13  | 14 из 150 | ▲10 | Оппозиция     |
| 2021 | Йессе Клавер     | 7-е   | 537 584   | 5,16  | 8 из 150  | ▼6  | Оппозиция     |
| 2023 | Франс Тиммерманс | 2-е   | 1 643 073 | 15,75 | 13 из 150 | ▲5  | TBA           |

| Год  | Место | Голоса | %     | Мандаты | +/– |
| ---- | ----- | ------ | ----- | ------- | --- |
| 1991 | 5-е   |        |       | 4 из 75 | ▲ 1 |
| 1995 | 5-е   |        |       | 4 из 75 | ▬   |
| 1999 | 4-е   | 16 256 | 10,53 | 8 из 75 | ▲ 3 |
| 2003 | 4-е   | 10 866 | 6,7   | 5 из 75 | ▼ 3 |
| 2007 | 6-е   | 9074   | 5,56  | 4 из 75 | ▼ 1 |
| 2011 | 7-е   | 10 757 | 6,48  | 5 из 75 | ▲ 1 |
| 2015 | 7-е   | 9520   | 5,63  | 4 из 75 | ▼ 1 |
| 2019 | 4-е   | 19 363 | 11,18 | 8 из 75 | ▲ 4 |
| 2023 | 3-е   | 17 313 | 9,67  | 7 из 75 | ▼ 1 |

| Год  | Место | Голоса  | %     | Мандаты | +/– | Прим.  |
| ---- | ----- | ------- | ----- | ------- | --- | ------ |
| 1994 | 6-е   | 154 362 | 3,74  | 1 из 31 | ▼ 1 | [ 10 ] |
| 1999 | 4-е   | 419 869 | 11,85 | 4 из 31 | ▼ 3 | [ 11 ] |
| 2004 | 4-е   | 352 201 | 7,39  | 2 из 27 | ▼ 2 | [ 12 ] |
| 2009 | 6-е   | 404 020 | 8,87  | 3 из 25 | ▲ 1 | [ 13 ] |
| 2009 | 6-е   | 404 020 | 8,87  | 3 из 26 | ▬   | [ 13 ] |
| 2014 | 8-е   | 329 906 | 6,98  | 2 из 26 | ▼ 1 | [ 14 ] |
| 2019 | 5-е   | 599 283 | 10,90 | 3 из 26 | ▲ 1 | [ 15 ] |
| 2019 | 5-е   | 599 283 | 10,90 | 3 из 29 | ▬   | [ 15 ] |

### Другие выборы
«Зелёные левые» участвуют в выборах в провинциальные штаты с 1991 года, получая обычно от 30 до 37 мест. Впервые партия вошла в правительство на провинциальном уровне после выборов 2003 года и с тех пор «Зелёные левые» после каждой выборной кампании получали места в исполнительных органах власти 2 провинций и 12. Наиболее успешными для партии стали провинциальные выборы 2019 года, на которых она заняла 4-е место, набрав 783 006 голосов (10,76 %) и получив 61 из 570, что позволило «Зелёным левым» войти в правительства в 8 из 12 провинций.
На муниципальном уровне члены партии в 2022 году занимали должности мэров в 9 муниципалитетах из 316. На муниципальных выборах 2022 года GroenLinks получила 624 места, что является максимальным показателем за всю историю партии, став крупнейшей партией в таких городах, как Гронинген, Эйндховен, Хелмонд, Арнем, Вагенинген и Лейден.